# بابیلون ۵
بابیلون ۵ (انگلیسی: Babylon 5) یک مجموعه تلویزیونی اپرای فضایی ساخته جی. مایکل استرازینسکی است که از سال ۱۹۹۳ تا ۱۹۹۸ میلادی از شبکه پی‌تی‌ئی‌ان و ترنر نتورک پخش شده‌است.

## فصل‌ها
| فصل   | قسمت‌ها | قسمت‌ها | تاریخ اصلی روی آنتن رفتن | تاریخ اصلی روی آنتن رفتن | تاریخ اصلی روی آنتن رفتن |
| فصل   | قسمت‌ها | قسمت‌ها | اولین بار                | آخرین بار                | شبکه                     |
| ----- | ------ | ------ | ------------------------ | ------------------------ | ------------------------ |
| Pilot | ۱      | ۱      | ۲۲ فوریه ۱۹۹۳            | ۲۲ فوریه ۱۹۹۳            | پی‌تی‌ئی‌ان                 |
| ۱     | ۲۲     | ۲۲     | ۲۶ ژانویه ۱۹۹۴           | ۳ اکتبر ۱۹۹۴             | پی‌تی‌ئی‌ان                 |
| ۲     | ۲۲     | ۲۲     | ۲ نوامبر ۱۹۹۴            | ۱۵ اوت ۱۹۹۵              | پی‌تی‌ئی‌ان                 |
| ۳     | ۲۲     | ۲۲     | ۶ نوامبر ۱۹۹۵            | ۲۲ سپتامبر ۱۹۹۶          | پی‌تی‌ئی‌ان                 |
| ۴     | ۲۲     | ۲۲     | ۴ نوامبر ۱۹۹۶            | ۲۷ اکتبر ۱۹۹۷            | پی‌تی‌ئی‌ان                 |
| ۵     | ۲۲     | ۲۲     | ۲۱ ژانویه ۱۹۹۸           | ۲۵ نوامبر ۱۹۹۸           | ترنر نتورک               |